# Särkijärvi (Jukkasjärvi socken, Lappland, 751132-175903)
Särkijärvi är en sjö i Kiruna kommun i Lappland och ingår i Kalixälvens huvudavrinningsområde. Sjön har en area på 0,0818 kvadratkilometer och ligger 301 meter över havet.

## Delavrinningsområde
Särkijärvi ingår i det delavrinningsområde (750960-176064) som SMHI kallar för Utloppet av Merasjärvi. Medelhöjden är 316 meter över havet och ytan är 24,32 kvadratkilometer. Räknas de 4 avrinningsområdena uppströms in blir den ackumulerade arean 59,51 kvadratkilometer. Merasjoki som avvattnar avrinningsområdet har biflödesordning 3, vilket innebär att vattnet flödar genom totalt 3 vattendrag innan det når havet efter 258 kilometer. Avrinningsområdet består mestadels av skog (47 procent) och sankmarker (30 procent). Avrinningsområdet har 4,6 kvadratkilometer vattenytor vilket ger det en sjöprocent på 18,9 procent.